# 데이비드슨 칼리지
데이비드슨 칼리지(영어: Davidson College)는 미국 노스캐롤라이나주 메클렌버그군 데이비드슨에 위치한 명문 사립 리버럴 아츠 칼리지다. 23명의 로즈 장학생을 배출했다.
학생들은 27개의 전공과 17개의 부전공을 공부할 수 있으며 학제간 전공 또한 할 수 있다. 학생들은 명예규율을 지키고 있으며 약 93%의 학생들이 4년동안 캠퍼스 안에서 거주하고 있다.
데이비드슨 칼리지는 25개의 뉴아이비 대학중에 하나다. 2018년 《U.S. 뉴스 & 월드 리포트》의 미국 리버럴 아츠 칼리지 순위에서 10위를, 학부 교육 순위에서 3위를 기록했다. 2018년 《포브스》의 미국 대학 순위에서는 34위를 기록했다.

## 역사
데이비드슨 칼리지는 미국장로교(PCUSA)의 고등 교육 기관으로, 1837년 콩코드 장로회가 미국 독립 전쟁의 지휘관 윌리엄 리 데이비드슨 준장의 가족으로부터 1.9km2의 땅을 사 세웠으며 윌리엄 리 데이비드슨으로부터 칼리지의 이름을 따왔다. 1840년에 첫 졸업생들을 배출했다.
1850년대에 데이비드슨 칼리지는 100달러의 장학금을 구매하고 1870년대까지 등록금으로 상환할 수 있는 '장학금 계획(The Scholarship Plan)'을 도입하며 재정 문제를 극복했다. 1856년 맥스웰 체임버스로부터 25만 달러의 기부금을 받아 재정 상황이 빠르게 좋아졌고, 기부를 기념하고자 체임버스 관(Chambers Building)을 세웠다. 1921년 11월 28일 화재로 체임버스 관이 파괴됐고, 8년 뒤에 록펠러 가문으로부터 기부금을 받아 다시 세웠다. 체임버스 관은 오늘날에도 캠퍼스의 주요 강의동으로 남아있다.
여학생들은 이르면 1860년대부터 수업을 듣고 있었으나 학위를 받을 수는 없었다. 미국 남북 전쟁이 벌어지는 동안 학생 수를 늘리고자 여학생들을 받아들였고, 데이비드슨 칼리지에 입학한 최초의 여학생들은 당시 총장 존 라이캔 커크패트릭 목사의 다섯 딸들이었다. 1972년 5월 5일 이사회는 정규 학위 과정에 처음으로 여학생들을 받아들이기로 결정했다. 1973년 유일한 여학생이었던 예술 전공의 마리아나 우드워드가 데이비드슨 칼리지를 졸업한 첫 번째 여학생이었다.
2002년 2월 로열 셰익스피어 컴퍼니가 캠퍼스 안에 극장을 열었다. 2005년 초에 이사회는 31:5의 투표 결과로 이사회의 20%를 기독교가 아닌 사람에게 할당하기로 결정했다. 샬럿의 전 시장이었던 존 M. 벨크는 이에 항의하며 60년 넘게 있던 이사직에서 사퇴했으나 계속해서 데이비드슨 칼리지와 밀접한 관계를 맺었다. 2007년 데이비드슨 칼리지는 학생들이 학비를 내기 위해 대출을 받지 않도록 장학금과 근로 장학, 학부모 기부금으로 학비를 충당하게 하는 제도를 시작했으며, 데이비드슨 칼리지 측은 이 제도를 시행하는 것이 미국의 리버럴 아츠 칼리지 가운데 최초라고 밝혔다.

## 교육

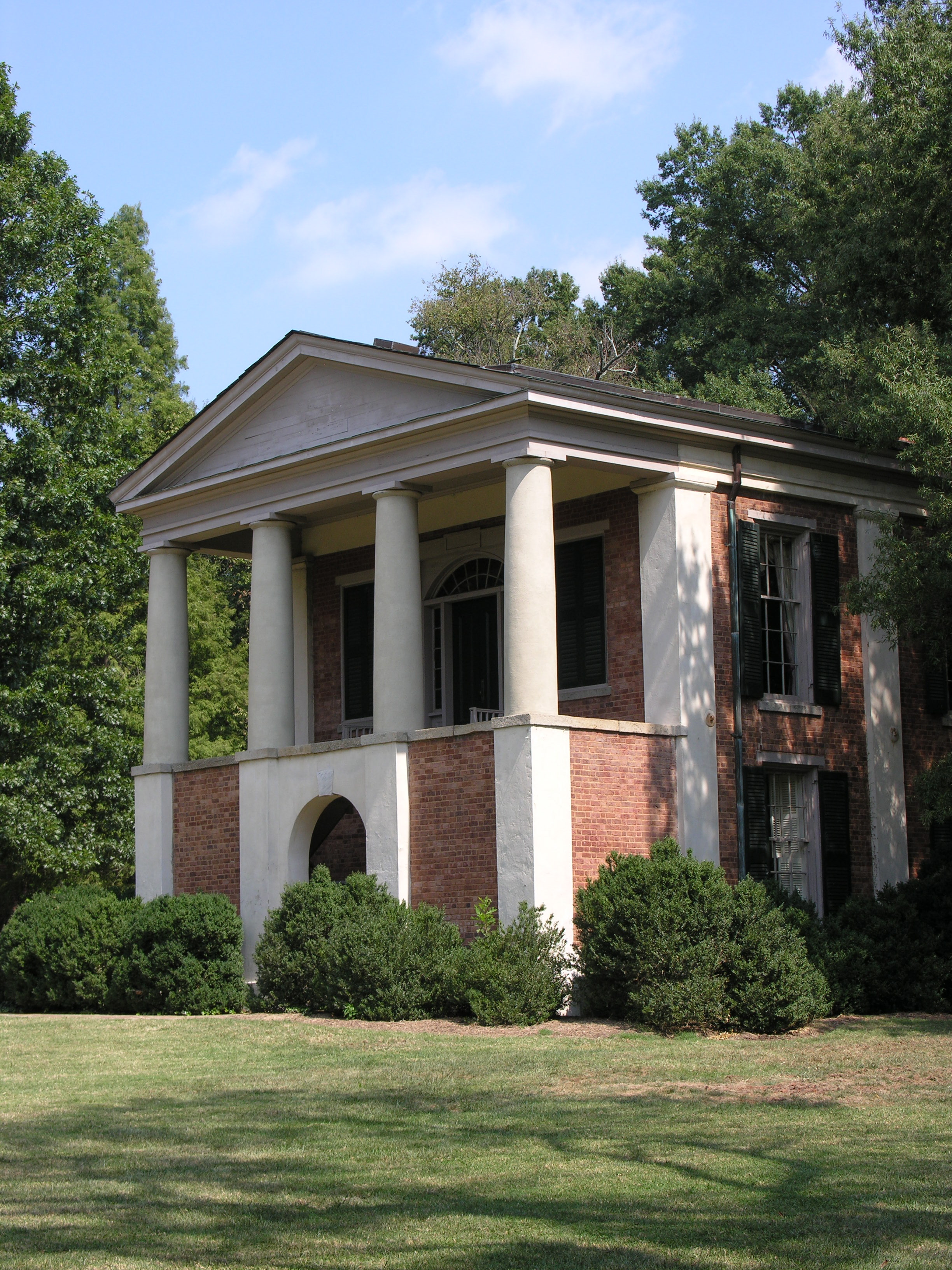
미국 국립사적지인 필런트로픽 홀

### 명예규율
데이비드슨 칼리지의 학생들은 엄격한 명예규율을 지키며 1학년을 시작하기 전에 명예규율을 지키겠다는 서약을 한다.
명예규율의 일환으로 학생들은 스스로 시간을 짜고 무감독으로 진행하는 기말 시험을 친다. 일부 시험은 집에서 책을 보지 않고 시간을 정해서 치기도 하고, 시험을 끝내기까지 며칠이 걸리기도 한다. 학생들은 모든 과제를 제출할 때 명예규율에 벗어나는 것으로부터 어떠한 도움도 받지 않았다는 서약을 명백히 하거나 암묵적으로 한다. 명예규율은 학업 외에도 적용돼 캠퍼스 곳곳에서는 분실물을 발견했으니 적혀있는 연락처로 연락하라는 쪽지를 볼 수 있다.

### 전공
데이비드슨 칼리지는 27개의 전공 과정을 제공한다. 학생들은 스스로 전공을 설계할 수도 있고, 복수전공이나 부전공, 심화전공 등을 고를 수도 있다.

## 학생 생활

### 운동부
데이비드슨 칼리지의 운동부는 와일드캣츠(Wildcats)이며 전미 대학 체육 협회의 디비전 I에서 활약한다. 약 24%의 학생들이 다양한 운동부에 참여하고 있다.

## 저명한 동문
정치계에는 미국 국무장관을 지낸 딘 러스크를 포함해 다수의 노스캐롤라이나주와 사우스캐롤라이나주 주지사 등이 있다. 미국의 제28대 대통령을 지낸 우드로 윌슨은 데이비드슨 칼리지를 1년동안 다니다 프린스턴 대학교로 편입했다.
예술계에는 퓰리처상 시 부문 수상 시인 찰스 라이트가 있고, 퓰리처상 픽션 부문 수상 작가 윌리엄 스타이런은 듀크 대학교로 편입하기 전 데이비드슨 칼리지를 다녔다. 2016년 NBA 최우수 선수인 스테픈 커리도 졸업은 하지 못했으나 졸업을 할 의향이 있다고 밝혔다.